# Manamas
Manamas is een bestuurslaag in het regentschap Timor Tengah Utara van de provincie Oost-Nusa Tenggara, Indonesië. Manamas telt 1234 inwoners (volkstelling 2010).